# 1962年の中日ドラゴンズ
1962年の中日ドラゴンズでは、1962年の中日ドラゴンズにおける動向をまとめる。
この年の中日ドラゴンズは、濃人渉監督の2年目のシーズンである。

## 概要
前年あと一方で優勝を逃した中日は、主力のトレードを多発。井上登を南海にトレードし、長谷川繁雄と寺田陽介を獲得、また正捕手・吉沢岳男も濃人監督から「キャッチングが下手」とけなされて近鉄へトレード。そして若き主砲・森徹も前年濃人監督と対立したため、大洋にトレードされる。こうして臨んだシーズンだが新戦力の長谷川と寺田が活躍せず、さらに正捕手・吉沢を出したばかりに捕手を江藤慎一に頼りざるを得なくなりやがてチームは低迷、急遽中日はカンフル剤として元メジャーリーガーのドン・ニューカムとラリー・ドビーを加入させる。両名はすでにピークは過ぎていたが、チームを強化するには大いに役立ち、やがて権藤博が盛り返して30勝（2年連続30勝）をあげて最多勝投手を獲得した。投手陣は権藤が30勝で最多勝、柿本実が20勝、新人の門岡信行が10勝をあげるなど先発陣が勝ち星の大半を稼いだが、前年の開幕投手だった板東英二がスタミナ不足で2勝に終わり、前年2ケタ勝利の河村保彦も4勝に終わるなど明暗が分かれた。打撃陣は捕手に転向した江藤がチーム最多の23本塁打を打つなどの活躍で107本塁打はリーグ1位も、盗塁数が前年から低下した。チームは一応3位で終わったが、相次ぐトレードでファンを失わさせた濃人体制は2年で崩壊、杉浦清が監督に復帰した。反濃人派の選手がいなくなったこともあり、それまで井上の陰に隠れた3年目の高木守道がこの年からレギュラーを獲得したのが明るい話題だった。シーズン終了後、1961年に巨人から移籍の与那嶺要が引退し打撃コーチに就任した。

## チーム成績

### レギュラーシーズン
| 1 | 中 | 中利夫     |
| 2 | 遊 | 河野旭輝   |
| 3 | 右 | 長谷川繁雄 |
| 4 | 捕 | 江藤慎一   |
| 5 | 一 | 寺田陽介   |
| 6 | 左 | 伊藤竜彦   |
| 7 | 二 | 高木守道   |
| 8 | 三 | 前田益穂   |
| 9 | 投 | 柿本実     |

| 順位 | 4月終了時 | 4月終了時 | 5月終了時 | 5月終了時 | 6月終了時 | 6月終了時 | 7月終了時 | 7月終了時 | 8月終了時 | 8月終了時 | 最終成績 | 最終成績 |
| ---- | --------- | --------- | --------- | --------- | --------- | --------- | --------- | --------- | --------- | --------- | -------- | -------- |
| 1位  | 大洋      | --        | 大洋      | --        | 大洋      | --        | 阪神      | --        | 阪神      | --        | 阪神     | --       |
| 2位  | 阪神      | 0.0       | 阪神      | 1.0       | 阪神      | 2.5       | 大洋      | 2.0       | 大洋      | 2.5       | 大洋     | 4.0      |
| 3位  | 巨人      | 1.0       | 巨人      | 1.5       | 巨人      | 4.5       | 巨人      | 8.0       | 中日      | 6.5       | 中日     | 5.0      |
| 4位  | 中日      | 1.5       | 国鉄      | 5.0       | 国鉄      | 6.0       | 中日      | 9.5       | 巨人      | 8.0       | 巨人     | 8.0      |
| 5位  | 広島      | 1.5       | 中日      | 5.0       | 中日      | 10.0      | 国鉄      | 12.5      | 広島      | 16.5      | 広島     | 19.0     |
| 6位  | 国鉄      | 2.0       | 広島      | 5.5       | 広島      | 13.0      | 広島      | 16.0      | 国鉄      | 20.5      | 国鉄     | 24.0     |

| 順位 | 球団             | 勝 | 敗 | 分 | 勝率 | 差   |
| 1位  | 阪神タイガース   | 75 | 55 | 3  | .577 | 優勝 |
| 2位  | 大洋ホエールズ   | 71 | 59 | 4  | .546 | 4.0  |
| 3位  | 中日ドラゴンズ   | 70 | 60 | 3  | .538 | 5.0  |
| 4位  | 読売ジャイアンツ | 67 | 63 | 4  | .515 | 8.0  |
| 5位  | 広島カープ       | 56 | 74 | 4  | .431 | 19.0 |
| 6位  | 国鉄スワローズ   | 51 | 79 | 4  | .392 | 24.0 |

## オールスターゲーム1962
| ファン投票 | 選出なし |          |
| 監督推薦   | 権藤博   | 江藤慎一 |
| 補充選手   | 柿本実   |          |

## 表彰選手
| リーグ・リーダー | リーグ・リーダー | リーグ・リーダー | リーグ・リーダー |
| 選手名           | タイトル         | 成績             | 回数             |
| ---------------- | ---------------- | ---------------- | ---------------- |
| 河野旭輝         | 盗塁王           | 26個             | 5年ぶり3度目     |
| 権藤博           | 最多勝利         | 30勝             | 2年連続2度目     |

| ベストナイン |
| ------------ |
| 選出なし     |